# Rhinocricus pertenuis
Rhinocricus pertenuis är en mångfotingart som beskrevs av Loomis 1938. Rhinocricus pertenuis ingår i släktet Rhinocricus och familjen Rhinocricidae. Inga underarter finns listade i Catalogue of Life.